# Schloss Heiligenberg (Jugenheim)

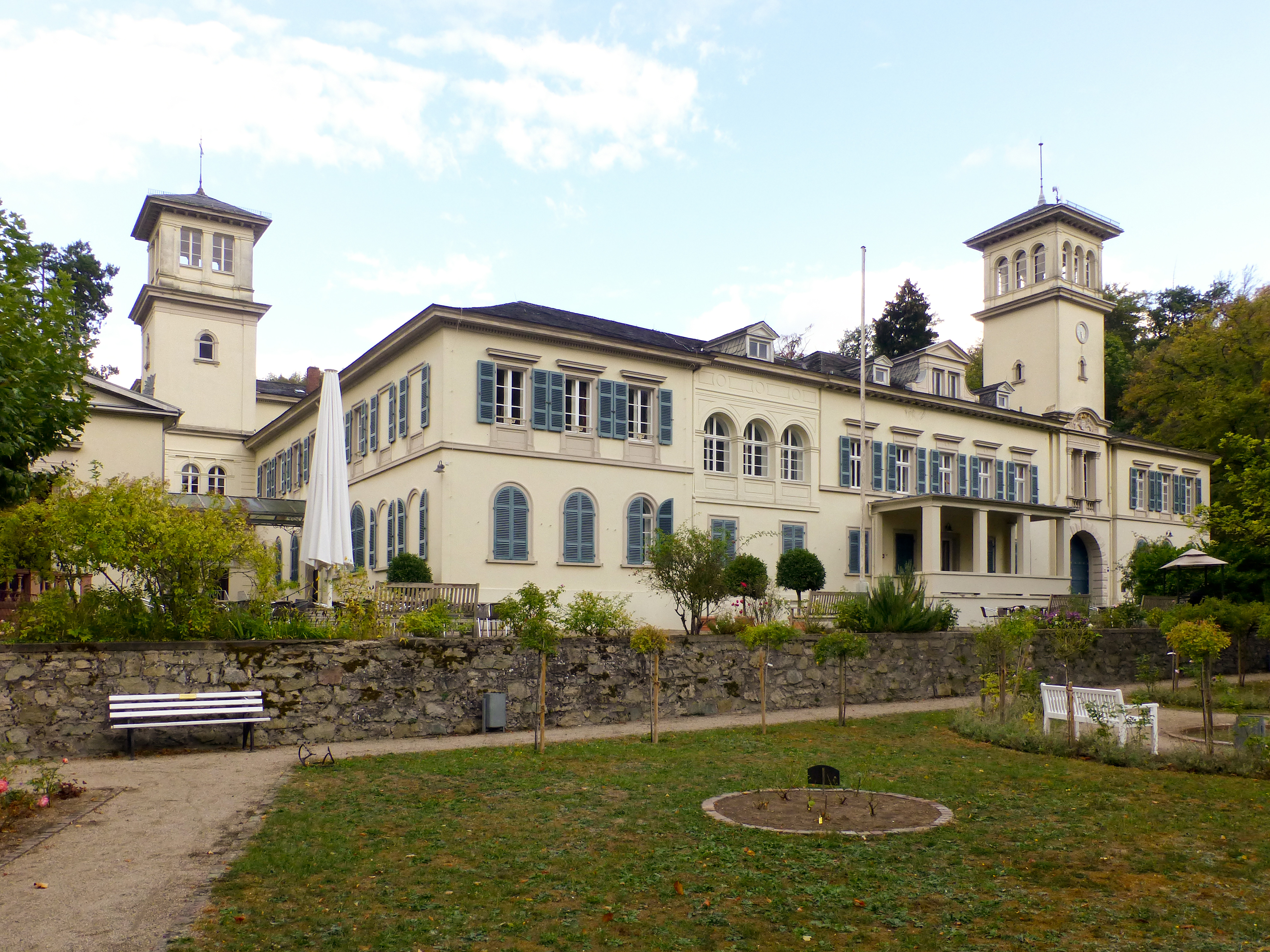
Schloss Heiligenberg

Schloss Heiligenberg (209 m ü. NHN) steht östlich von Jugenheim, einem Ortsteil von Seeheim-Jugenheim, etwa dreizehn Kilometer südlich von Darmstadt, am Fuße des Marienberges 240 m östlich des eigentlichen Heiligenberges , von dem man einen weiten Blick über die Rheinebene von der Pfalz bis hinüber zum Taunus hat.

## Schloss

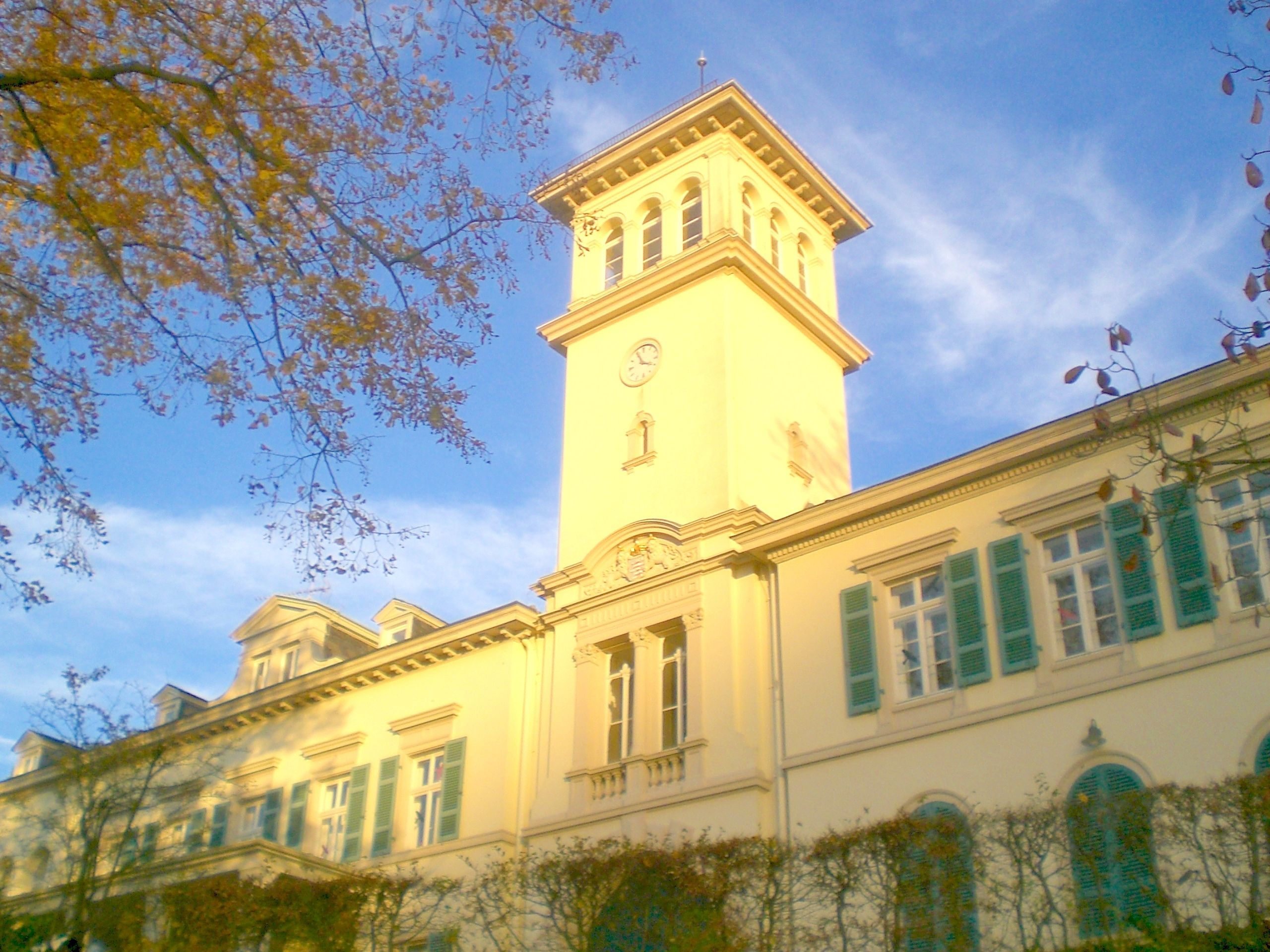
Schlossansicht mit hessischem Wappen am Portal des Turmaufsatzes

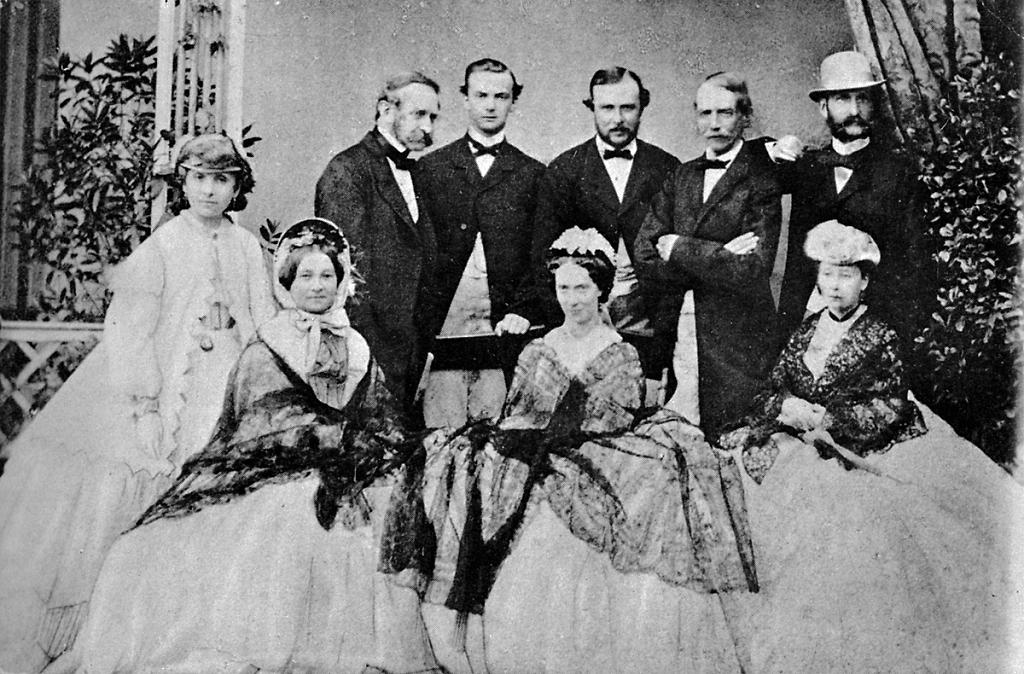
Die Fürstliche Hessische Familie 1864 auf Schloss Heiligenberg

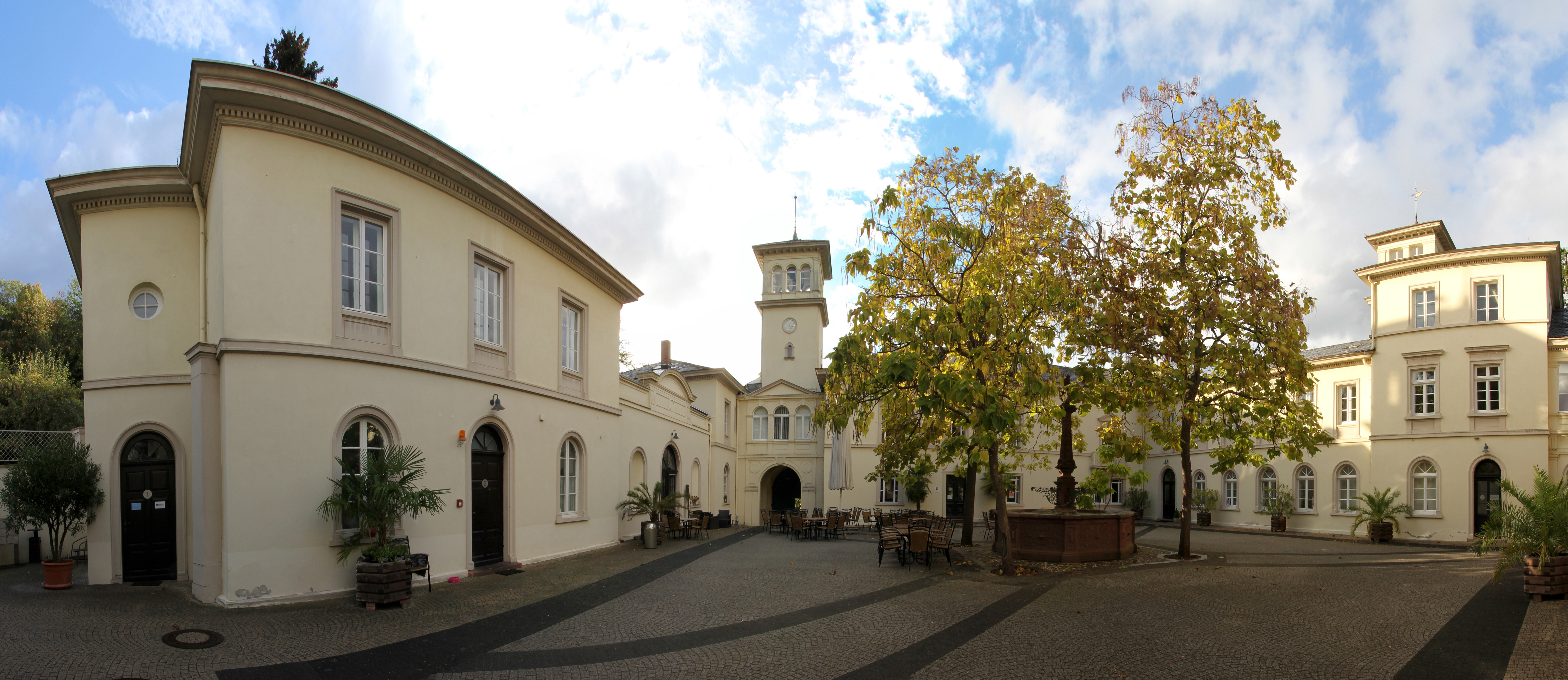
Panoramaansicht des Schlosshofs

Nach der Säkularisation 1803 und der Klärung von ausstehenden Pachten der Herren von Hausen gelangte der seit 1769 wieder landwirtschaftlich genutzte Heiligenberg 1811 in den Besitz des hessischen Hofkammerrats August Konrad Hofmann, der zwischen 1813 und 1816 am Fuße des späteren Marienberges einen landwirtschaftlichen Gutshof errichten ließ. Möglicherweise war bereits an diesen Planungen der Architekt und Darmstädter Hofbaudirektor Georg Moller beteiligt. Bei diesen Baumaßnahmen wurde gezielt auch nach Spuren älterer Besiedelung des Terrains Ausschau gehalten, was jedoch ohne Befund blieb und spätere Spekulationen über fränkische Gutshöfe an dieser Stelle damals schon ad absurdum führte.
Hofmann verkaufte das Gut 1827 an die damalige Erbgroßherzogin Wilhelmine von Hessen und bei Rhein, die es als Sommersitz nutzte. Als ihr Mann Ludwig nach dem Tod seines Vaters Großherzog wurde, standen ihr größere finanzielle Mittel zur Verfügung, mit denen sie das Gut ab etwa 1831 durch Georg Moller zu einem Schloss ausbauen ließ.
Später wurde Schloss Heiligenberg vom drittgeborenen Sohn des großherzoglichen Paars, Prinz Alexander von Hessen und bei Rhein, und seiner morganatischen Ehefrau Fürstin Julia von Battenberg bewohnt, die es ab 1862 die nächsten fünf Jahre und dann weiter bis 1886 mehrmals aus- und umbauten – offenbar nach bereits 1846 entstandenen Plänen des inzwischen verstorbenen Georg Moller.
Alexander und Julia wurden die Begründer des Adelsgeschlechts Battenberg, dessen englischer Zweig seinen Namen im Ersten Weltkrieg zu Mountbatten anglisierte. Auf Grund der weitreichenden dynastischen Verbindungen der Familie war das Schloss bis 1914 Mittelpunkt regelmäßiger Besuche des russischen Zarenpaars und Treffpunkt von Königen, Fürsten und Diplomaten. Die älteste Tochter der beiden, die 1852 in Straßburg geborene Prinzessin Marie Karoline von Battenberg, spätere Fürstin zu Erbach-Schönberg, schildert im ersten Band ihrer dreibändigen Autobiographie Entscheidende Jahre recht anschaulich das Leben auf dem Heiligenberg in dieser Zeit, die Besuche von Großfürsten und Kaisern oder die Einweihung des goldenen Kreuzes – aber auch den baulichen Wandel, den sie teilweise bedauerte.
Hier wurde 1889 Prinzessin Louise von Battenberg, ab 1950 bis zu ihrem Tod 1965 Königin von Schweden, geboren.
1920 verkaufte Alexanders Sohn Prinz Ludwig Alexander von Battenberg (seit 1917 Louis Mountbatten, 1. Marquess of Milford Haven), nach seiner Entlassung aus der Royal Navy 1918 in finanzielle Schwierigkeiten geraten, das Schloss an zwei Investoren: Geheimrat Dr. Theodor Görges aus Berlin und dessen Schwiegersohn Heinrich Prinz von Hohenleuben, bevor Mitte der 1930er Jahre angeblich zum Ausgleich von Steuerschulden der schon gleichgeschaltete hessische Staat Eigentümer wurde. Zuerst als nationalsozialistische BDM-Gauführerinnen- und Hauswirtschaftsschule genutzt, diente das Schloss bis Kriegsende als Ersatzlazarett.
Nach dem Zweiten Weltkrieg und einem Umbau des Inneren beherbergte die Anlage jahrzehntelang verschiedene Fachschulen und Institutionen; zuletzt war es bis 2011 Sitz des Amtes für Lehrerbildung. Seit 2012 ist im Schloss ein Trauzimmer der Gemeinde Seeheim-Jugenheim eingerichtet. Der Gartensaal und der Schlosshof werden regelmäßig für Kunstausstellungen und Konzerte genutzt.
Eine Stiftung hat das Schloss 2012 im Sinne der Denkmalpflege für Kunst und Kultur übernommen. Seit 2014 wird hier auch die „Juremer Kerb“ eröffnet. 2015 fand zum ersten Mal ein Weihnachtsmarkt im Schlosshof statt.
Aktuell ist das Schloss im Eigentum des Landes Hessens. Der Landkreis Darmstadt-Dieburg wollte ursprünglich bis 2016 eine Abteilung für Plastische Chirurgie des Kreiskrankenhauses Jugenheim einrichten. Dies hat sich jedoch als undurchführbar herausgestellt, da die technischen Anforderungen eines Operationssaals nicht auch nur annähernd mit dem Denkmalschutz des Gebäudes in Einklang gebracht werden konnten. 
Aktuell beherbergt das Schloss ein Restaurant, des Weiteren stehen Räumlichkeiten für Seminare und ähnliche Veranstaltungen zur Verfügung. Auch eine Räumlichkeit für standesamtliche Trauungen ist vorhanden. Der 1995 gegründete Verein „Kultur im Schloß Heiligenberg“ organisiert jedes Jahr anspruchsvolle kulturelle Veranstaltungen insbesondere musikalischer Art.

## Pädagogisches Institut Jugenheim
Von 1946 bis 1963 bestand im Schloss das Pädagogische Institut Jugenheim zur Volks- und Mittelschullehrerausbildung in Hessen, das Ende 1945 aus Darmstadt wegen der dortigen Raumnot ausgelagert worden war (daher auch PI Darmstadt-Jugenheim). Die US-Besatzungsmacht wollte möglichst schnell dem Lehrermangel begegnen und eine demokratische Lehrerbildung gewährleisten. Der prägende Leiter und Direktor bis 1961 war der Politologe Friedrich Trost, ein weiterer bekannter Professor Martin Wagenschein, der die idyllische Atmosphäre in seinen Erinnerungen beschreibt. Walter Asmus wechselte 1954 vom PI Weilburg hierher. Viele namhafte Gelehrte begannen ihre Karriere mit Lehraufträgen in Jugenheim: Heinz-Joachim Heydorn, Ludwig Neundörfer, Georg Geißler, Ernst Fraenkel. Zu den Studierenden gehörten Margarete Dierks, Norbert Groddeck, Ursula Wölfel. Das Schuldorf Bergstraße in der Nähe wurde vom Institut gegründet. Der letzte Direktor war der Philosoph und Erziehungswissenschaftler Hans-Michael Elzer, unter dem das Institut 1963 geschlossen wurde, nachdem die 1960/61 in Frankfurt am Main gegründete Hochschule für Erziehung (HfE) die Ausbildung für die Lehrämter an Volks- und Realschulen übernommen hatte. Die HfE wurde 1967 als Abteilung für Erziehungswissenschaft (AfE) in die Goethe-Universität Frankfurt integriert.

## Umgebung
- Die das Schloss umgebende Parkanlage wird erst seit wenigen Jahren wieder landschaftsgärtnerisch betreut, doch hat die Stiftung Heiligenberg Jugenheim ein Parkpflegewerk erstellen lassen, das sukzessiv umgesetzt wird. Noch immer kann der Besucher die stattliche Weihrauchzeder (Calocedrus) vor dem Hauptgebäude oder den Mammutbaum (Sequoioideae) am Teich kaum übersehen; auch andere bis heute exotische Pflanzen kann das geübte Auge auf dem Heiligenberg erkennen. Stück für Stück wird im Umfeld die ehemalige Parkgestaltung wieder sichtbar. Der ursprüngliche Park überspannte eine viel größere Fläche als heute erkennbar, war viel offener gestaltet und ging fließend in die ihn umgebende Landschaft der nördlichen Bergstraße über.[8]
- Die Klosterruine Heiligenberg: In unmittelbarer Umgebung befinden sich die Reste des kleinen Klosters, das vermutlich als Eigenkloster der Herren von Bickenbach zur Versorgung unverheirateter oder verwitweter weiblicher Familienangehöriger spätestens Anfang des 12. Jahrhunderts errichtet wurde. 1413 inkorporierte der Mainzer Erzbischof Johann von Nassau-Wiesbaden-Idstein das Nonnenkloster mit der Begründung, dass seine Einkünfte einen unabhängigen Fortbestand nicht mehr gewährleisten könnten, dem Kloster Lorsch, das ab jetzt auch den Pfarrer in der Jugenheimer Kirche besoldete und einen Provisor im Kloster einsetzte. Den beiden verbliebenen Nonnen wurde in der Inkorporationsurkunde untersagt, neue Mitglieder in ihrem Konvent aufzunehmen. Das Kloster wurde noch über ein Jahrhundert lang benutzt – wie u. a. ein Regest von 1493 im Staatsarchiv Darmstadt beweist, in dem ein Eberhard Scheubel als Pfarrer im Kloster Heiligenberg bestellt wird.[9] Nach Einzug der Reformation in der Kurpfalz und der Säkularisation des Klosters Lorsch wurde es als Teil der Domäne weiterbetrieben. Spätestens nach den Plünderungen im Dreißigjährigen Krieg setzte der Verfall der Klostergebäude ein. In der Folge kam es zu einigen Raubgrabungen; der Heiligenberg verwilderte.
- Centlinde: Direkt daneben steht die Centlinde, die früher auf etwa 1000 Jahre, heute eher auf rund 800 Jahre geschätzt wird. Vom 13. bis 16. Jahrhundert tagte hier das Centgericht.
- Das Wahrzeichen Jugenheims, das Goldene Kreuz, wurde 1866 zum Gedenken an die vormalige Bewohnerin Großherzogin Wilhelmine errichtet und von ihren vier Kindern am 28. Mai 1866 (Wilhelminentag) eingeweiht. Es steht auf einem Sockel aus schwarzem Syenit und ist etwa achteinhalb Meter hoch. Mit seiner Blattvergoldung ist es von weitem aus der Rheinebene zu sehen.
- Neben dem Kreuz steht das 1894 fertiggestellte Mausoleum der Familie von Battenberg. Es wurde für Prinz Alexander († 1888) und seine Frau Julia († 1895) errichtet. Nach der Umbettung der beiden in eine gemauerte Gruft unter der Begräbnisstätte vor dem goldenen Kreuz im Jahre 1902 wurde das Mausoleum zur Gedächtniskapelle des Hauses Battenberg umgewidmet. Auf dem Grab befindet sich auch ein Gedenkstein für ihren Enkel Louis Mountbatten, der 1979 von der IRA ermordet wurde.

Kreuz, Mausoleum und Centlinde sind nur nach Voranmeldung zu besichtigen.
Das Schloss liegt inmitten des Natura-2000-Schutzgebietes „Kniebrecht, Melibocus und Orbishöhe bei Seeheim-Jugenheim, Alsbach und Zwingenberg“ (FFH-Gebiet 6217-305).

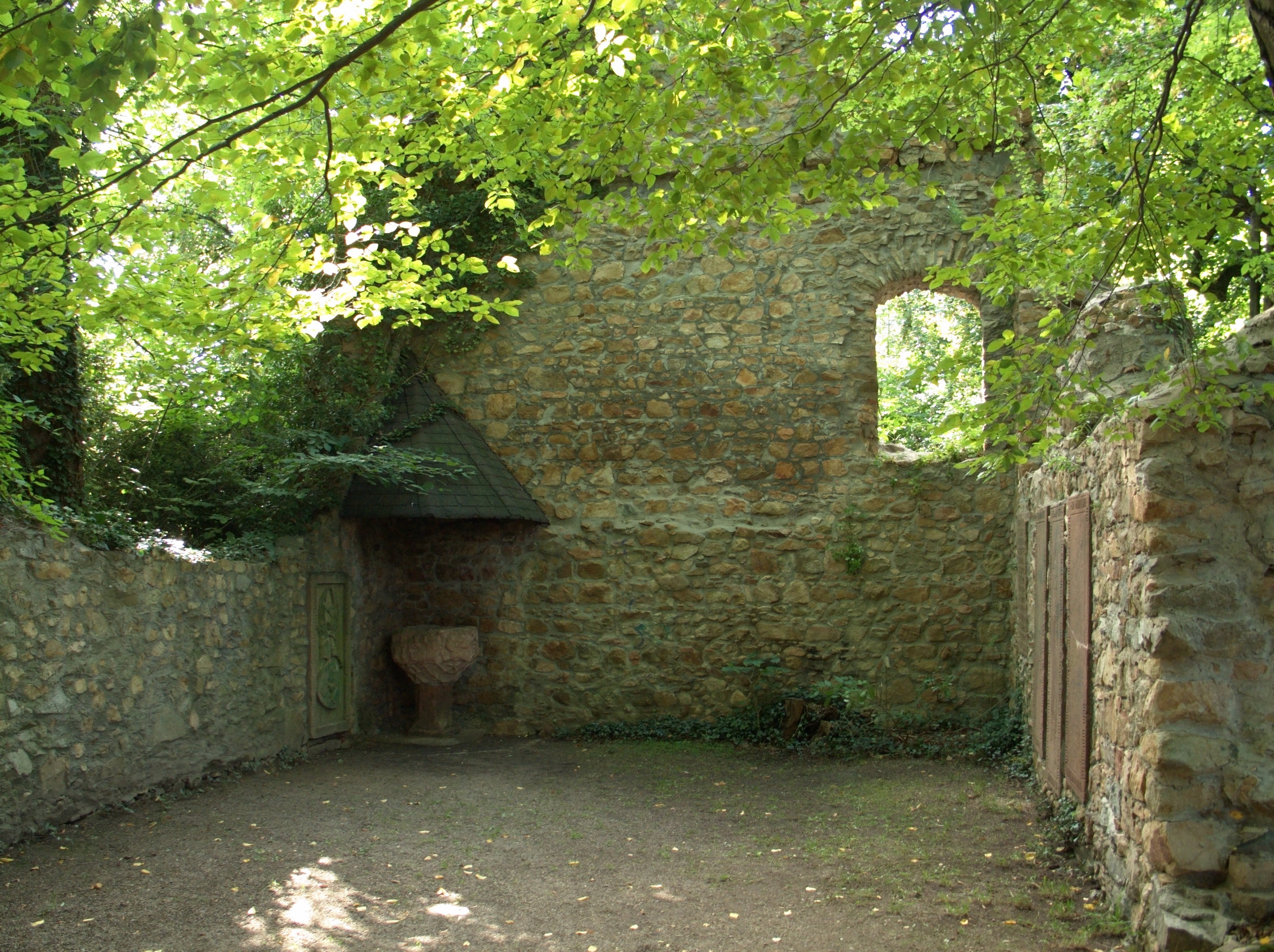
Die Klosterruine
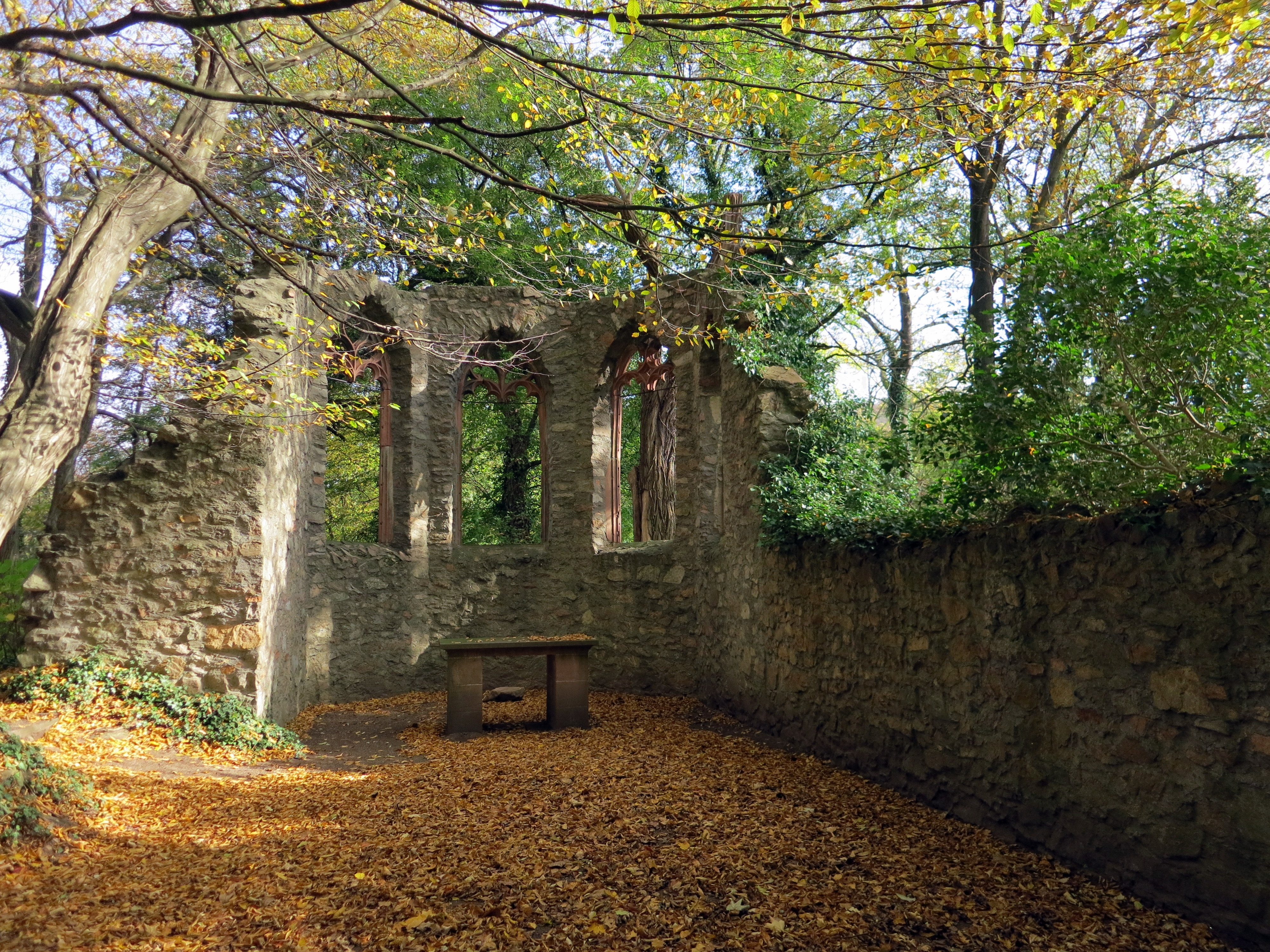
1830 auf den Fundamenten des romanischen Kapellenchores errichtete künstliche Ruine mit original gotischem Maßwerk aus Bensheim-Gronau.
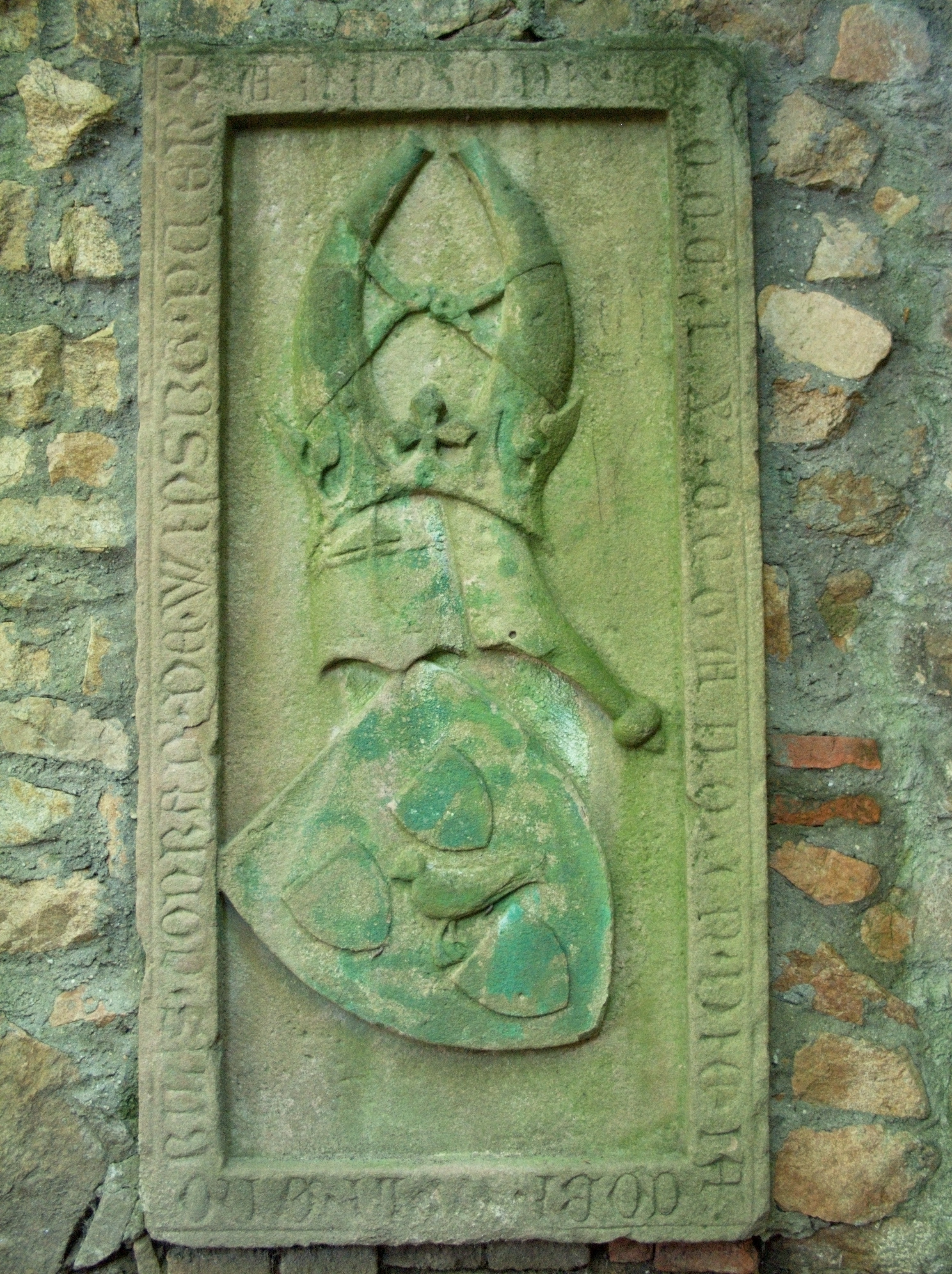
Grabplatte des Conrad von Weinsberg-Breuberg
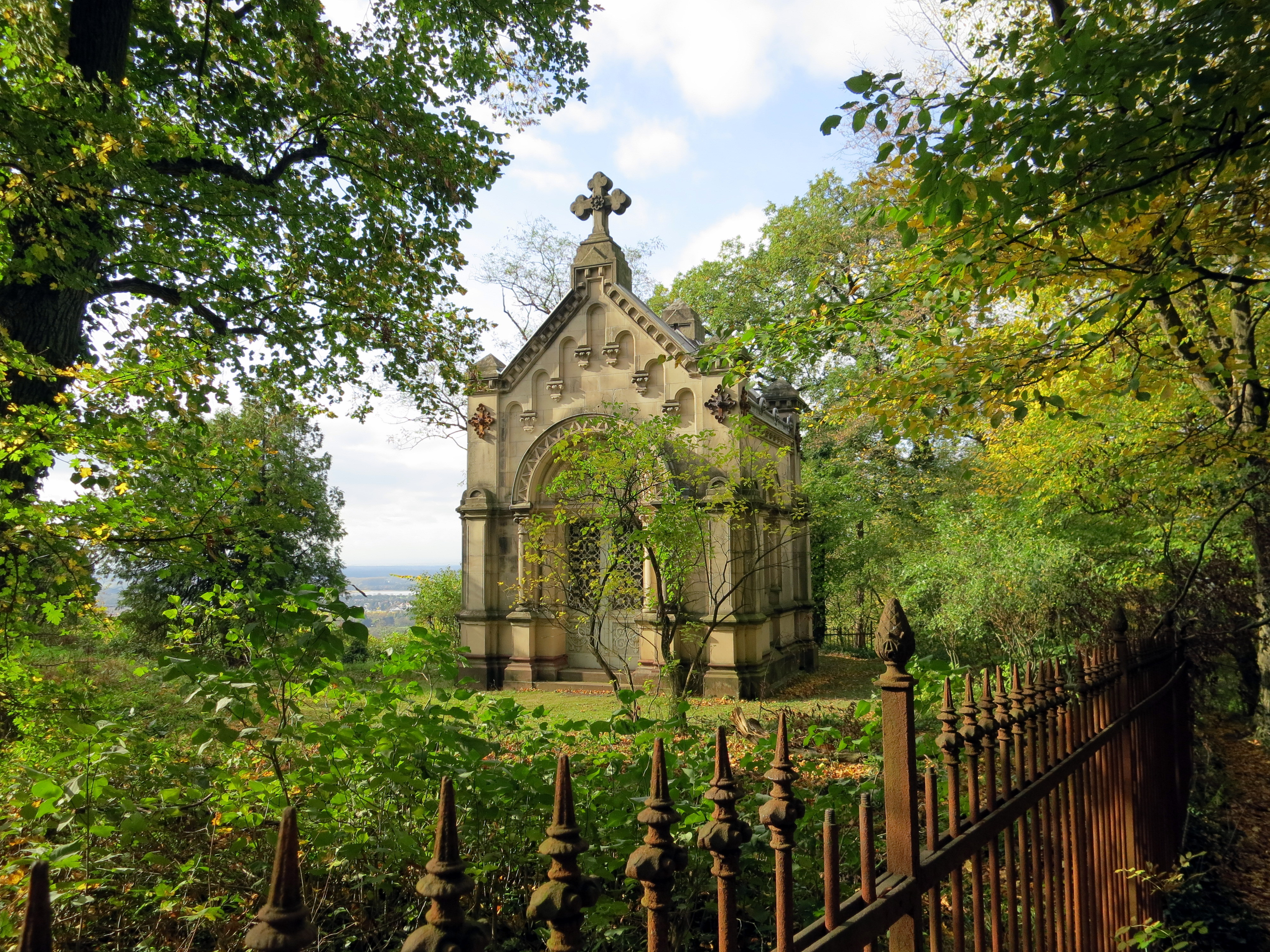
Mausoleum
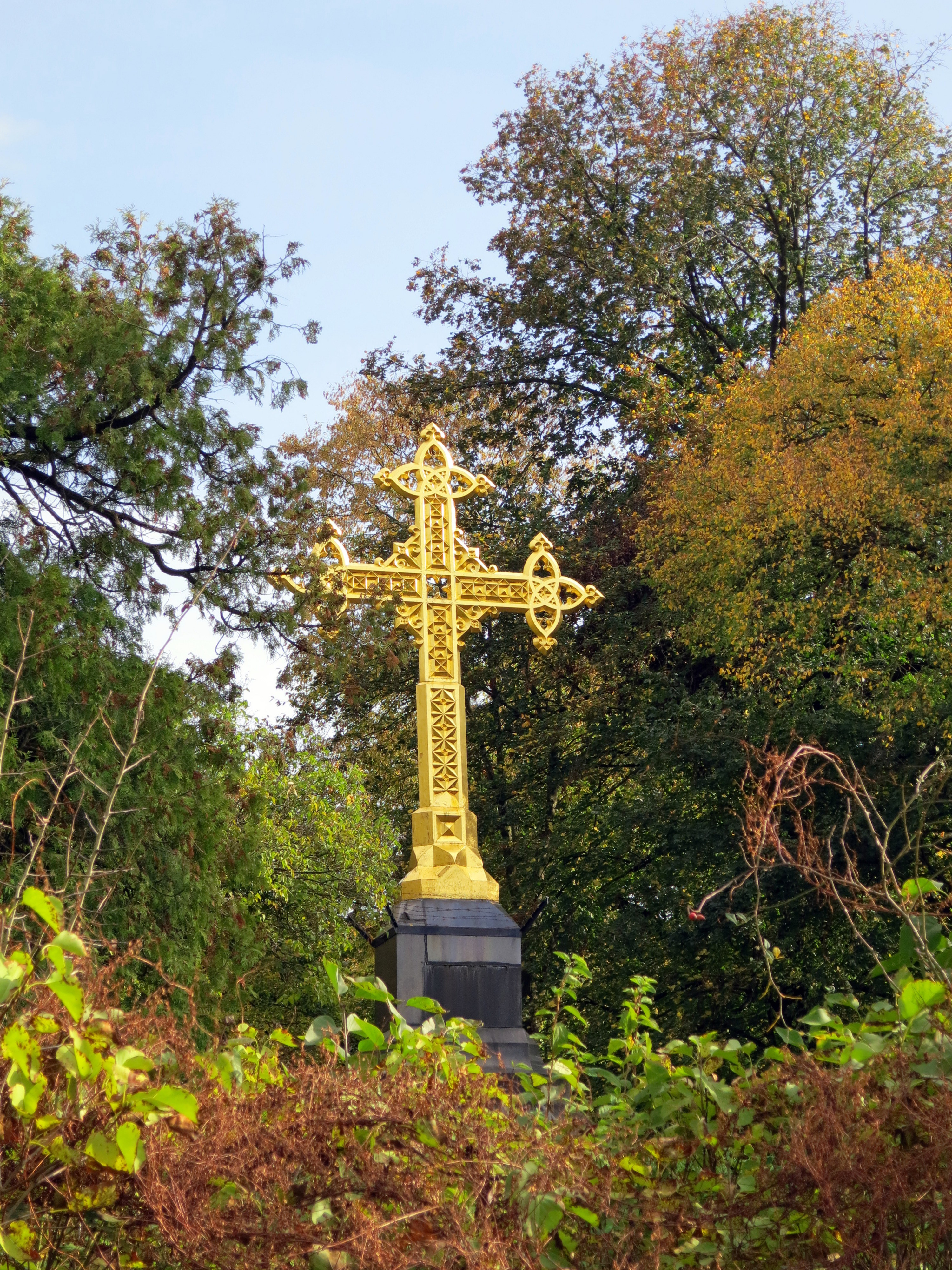
Das Goldene Kreuz
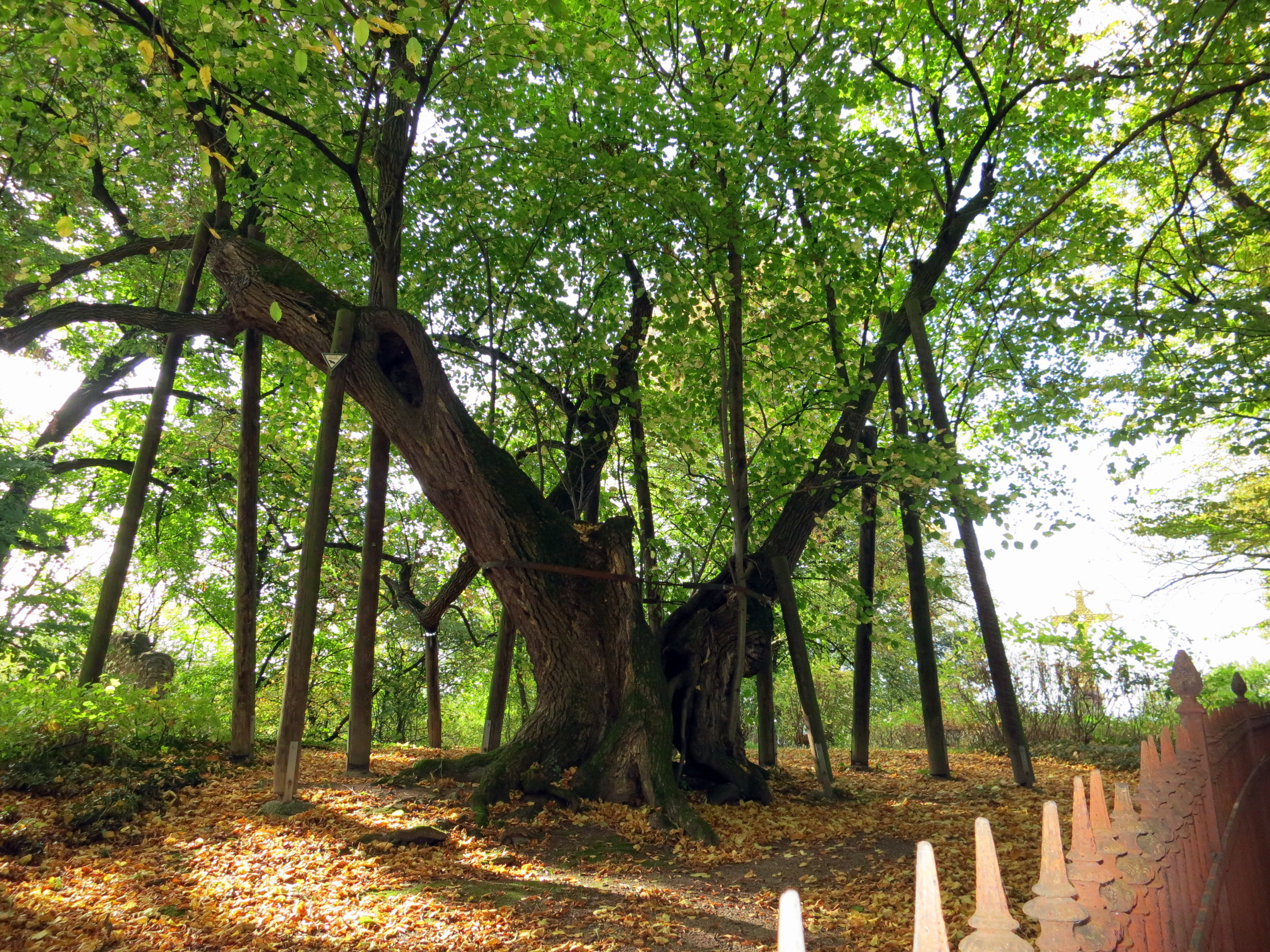
Naturdenkmal Centlinde

## Regelmäßige Veranstaltungen
- letztes Augustwochenende: freitagabends Eröffnung der „Juremer Kerb“[13]
- November, Dezember: Weihnachts- und Kunsthandwerkermarkt[14]